# Katschaniwka (Pryluky)
Katschaniwka (ukrainisch Качанівка; russisch Качановка Katschanowka) ist ein 1770 gegründetes Ansiedlung in der ukrainischen Oblast Tschernihiw mit etwa 50 Einwohnern (2001).

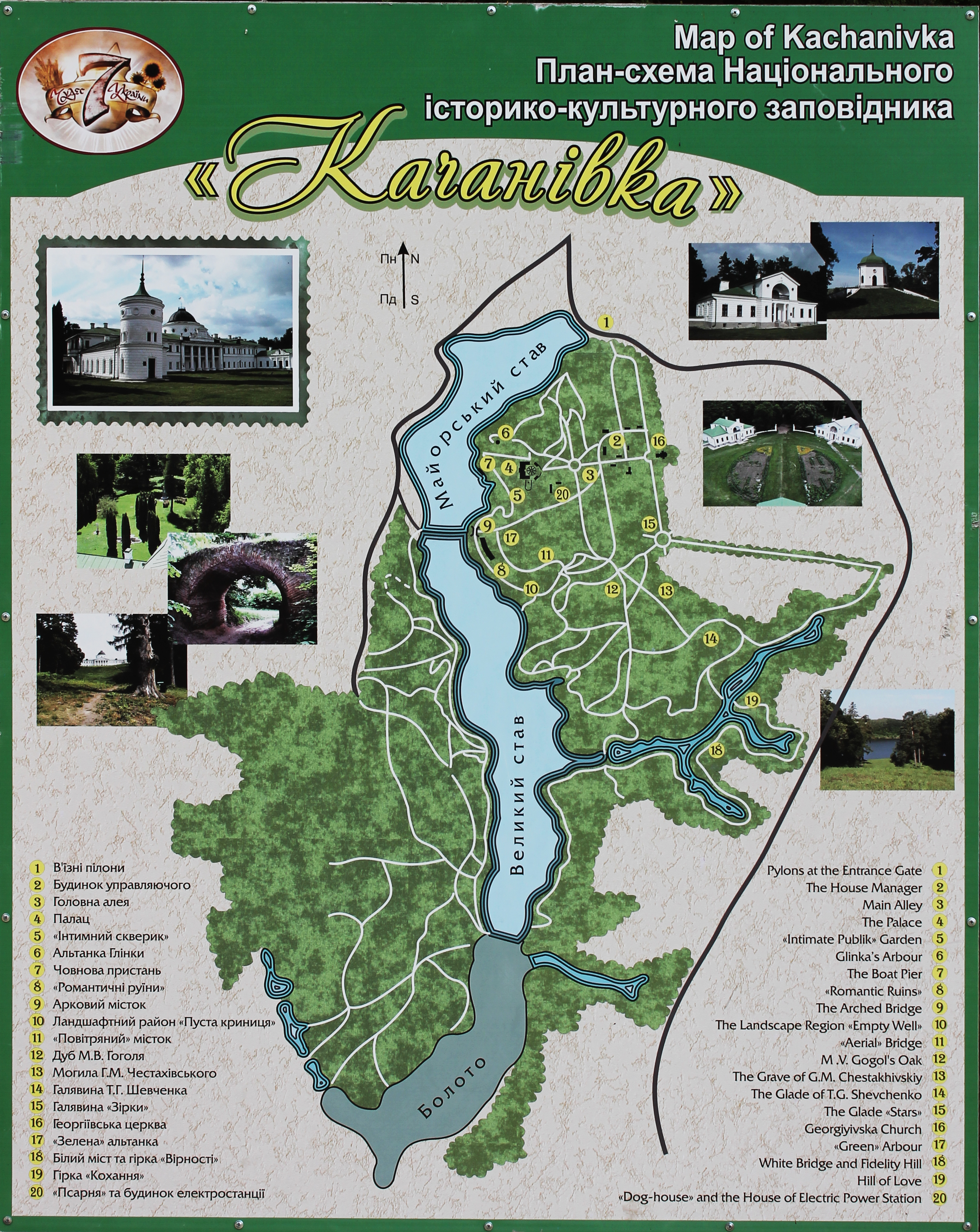
Plan von Katschaniwka

## Geographie
Katschaniwka befindet sich im Rajon Pryluky 27 km östlich des ehemaligen Rajonzentrums Itschnja, das Oblastzentrum Tschernihiw liegt 170 km nordwestlich und Kiew liegt 180 km südwestlich von Katschaniwka.

## Schloss Tarnowski

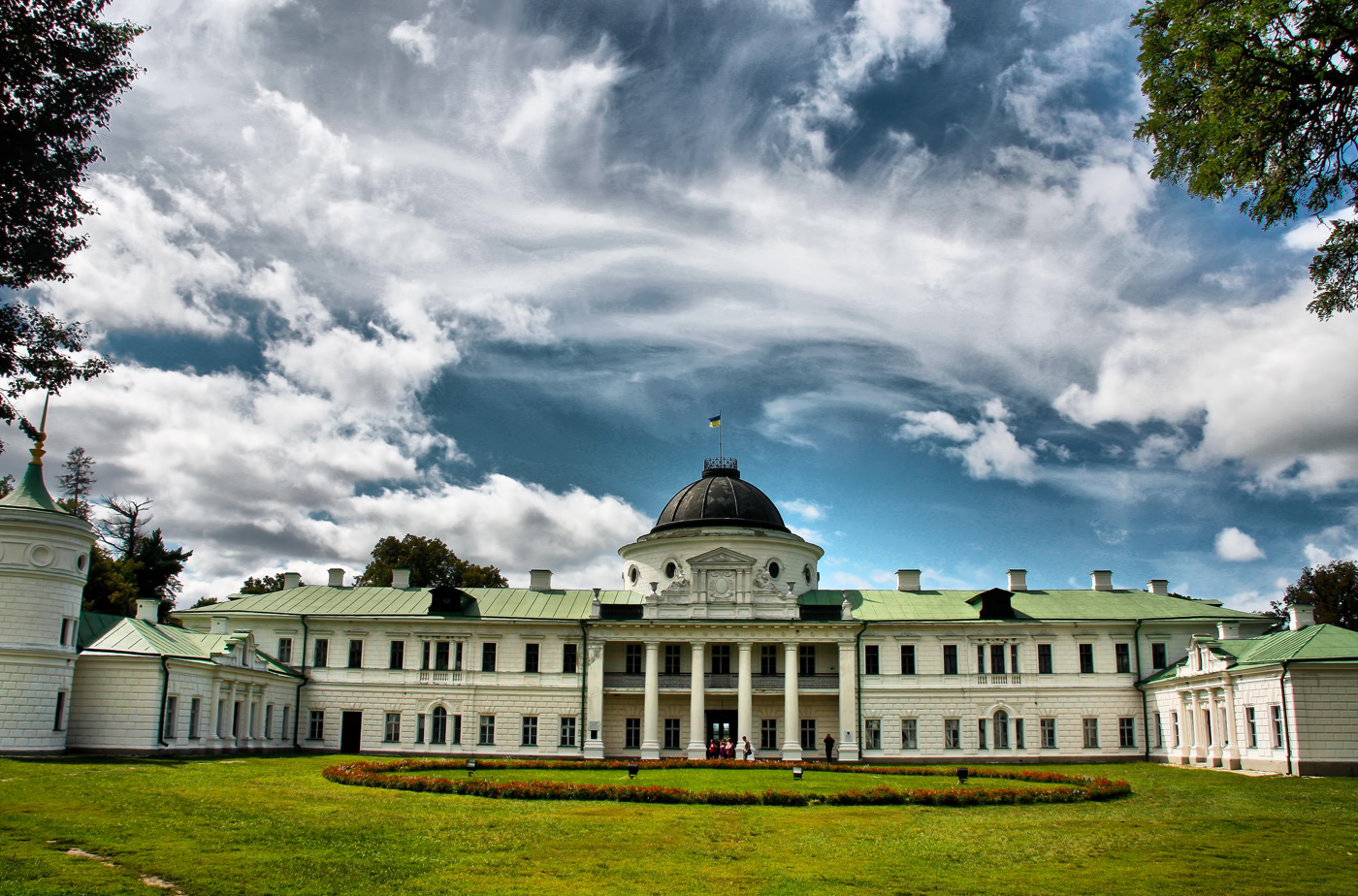
Schloss Tarnowski

Die größte Sehenswürdigkeit des Dorfes ist die klassizistische Residenz des Generalgouverneurs der Ukraine unter Zarin Katharina II., Pjotr Rumjanzew-Sadunaiski.
Der Palast wurde nach Entwürfen von Karl Blank in den 1770er Jahren errichtet.
Nachdem der Sohn Pjotr's, Nikolai Rumjanzew, gestorben war, ging das Gut in den Besitz der adeligen Familie Tarnowski. Wassyl Tarnowskyj senior und sein Sohn Wassyl Tarnowskyj junior (1838–1899), Mäzen und Besitzer des Gutes, empfingen hier im 19. Jahrhundert unter anderem Nikolai Gogol, Taras Schewtschenko, Ilja Repin, Michail Wrubel sowie Michail Glinka.
Obwohl die Bolschewisten den Palast verstaatlichten und zuerst als Strafkolonie und später als Tuberkulose-Krankenhaus nutzten, blieb das Herrenhaus, der englische Park und mehrere Nebengebäude sehr gut erhalten und wurden 1981 zu einem historischen und kulturellen Schutzgebiet und 2001 zu einem Nationalen Schutzgebiet erklärt.

## Verwaltungsgliederung
Am 28. August 2015 wurde die Ansiedlung ein Teil der neugegründeten Siedlungsgemeinde Parafijiwka, bis dahin war es Teil der Landratsgemeinde Petruschiwka (Петрушівська сільська рада/Petruschiwska silska rada) im Osten des Rajons Itschnja.
Am 17. Juli 2020 kam es im Zuge einer großen Rajonsreform zum Anschluss des Rajonsgebietes an den Rajon Pryluky.

## Galerie

Schloss Tarnowski in Katschaniwka

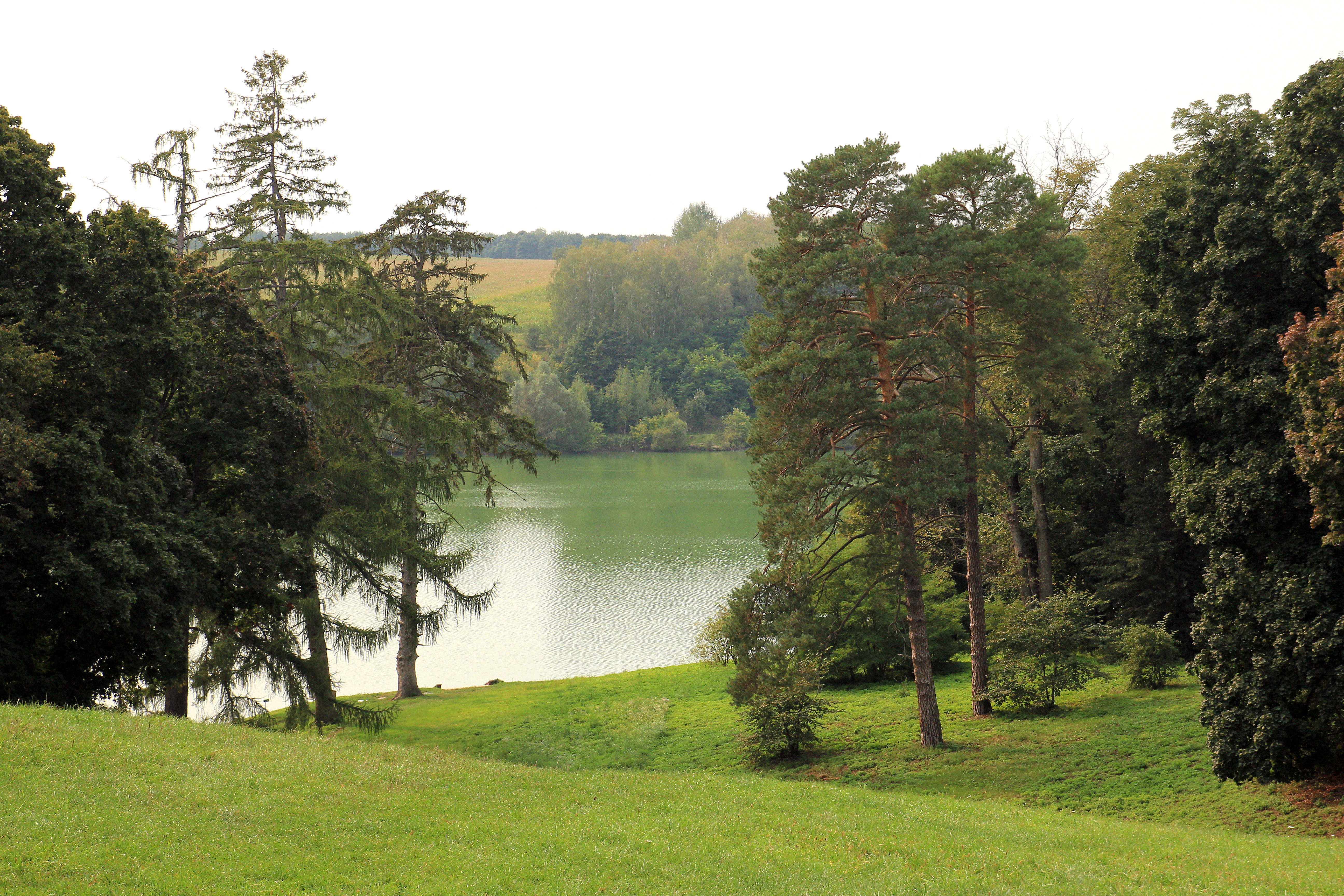
Park und See in Katschaniwka
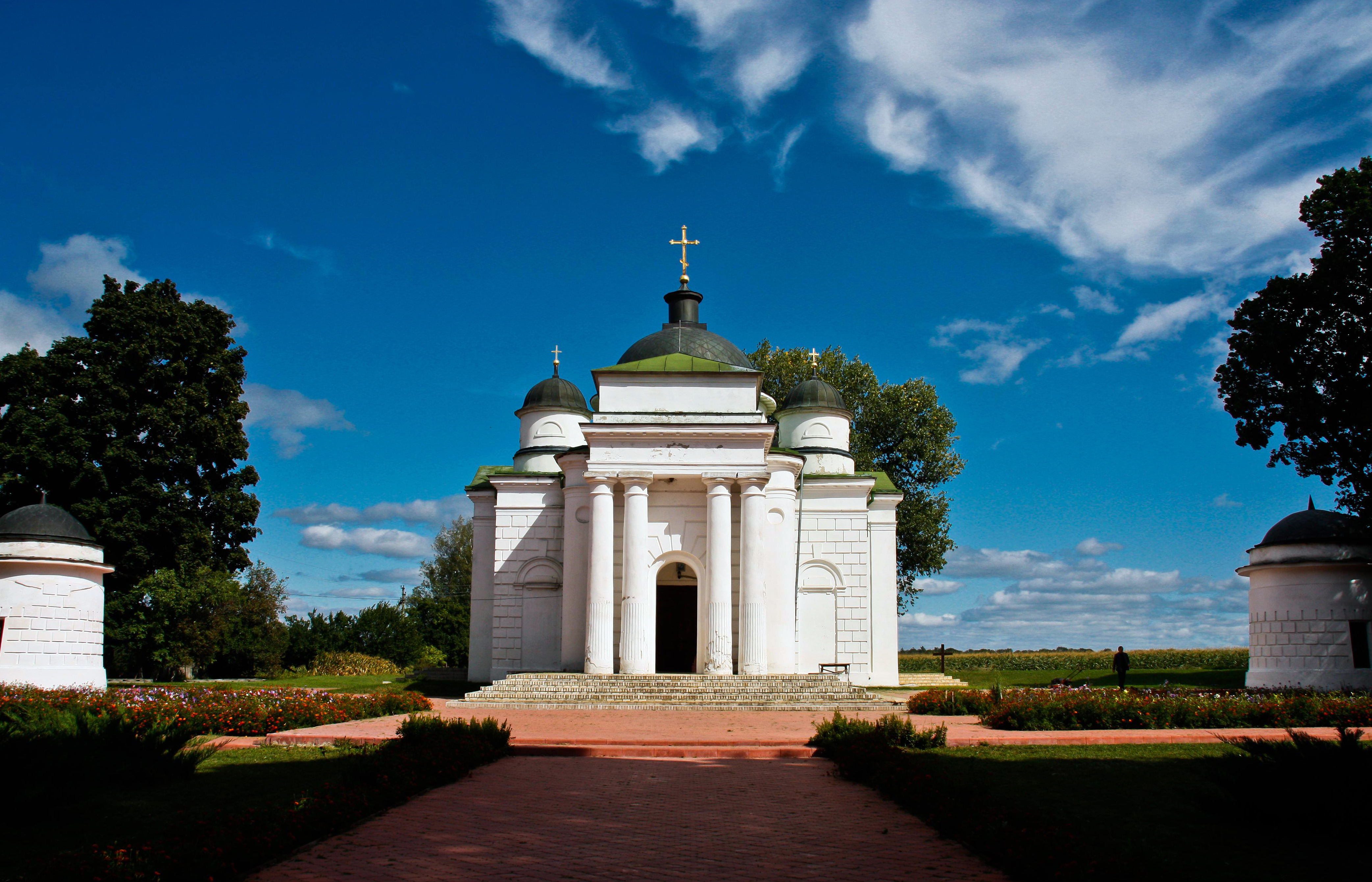
St. Georg-Kirche
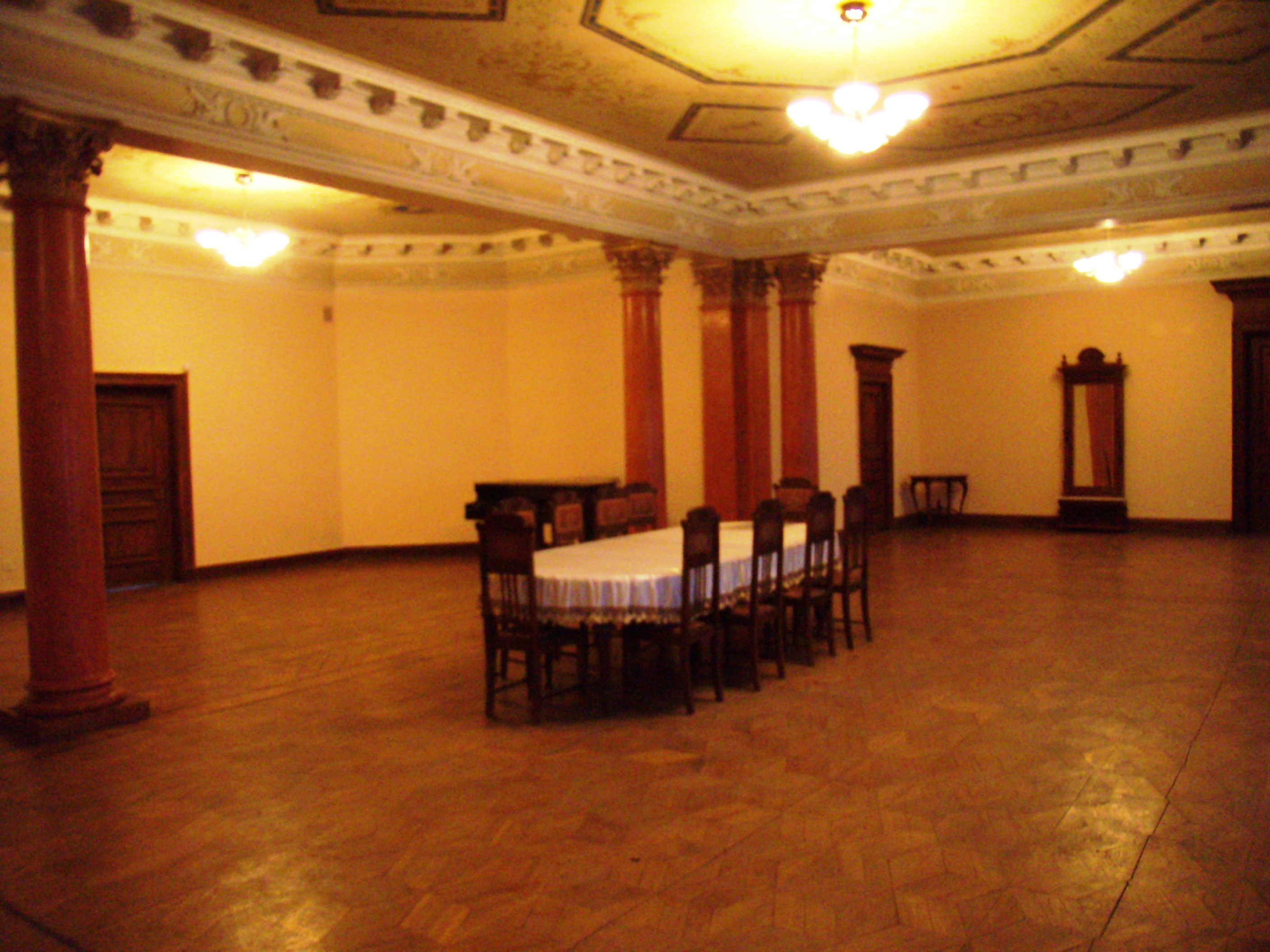
Saal im Schloss
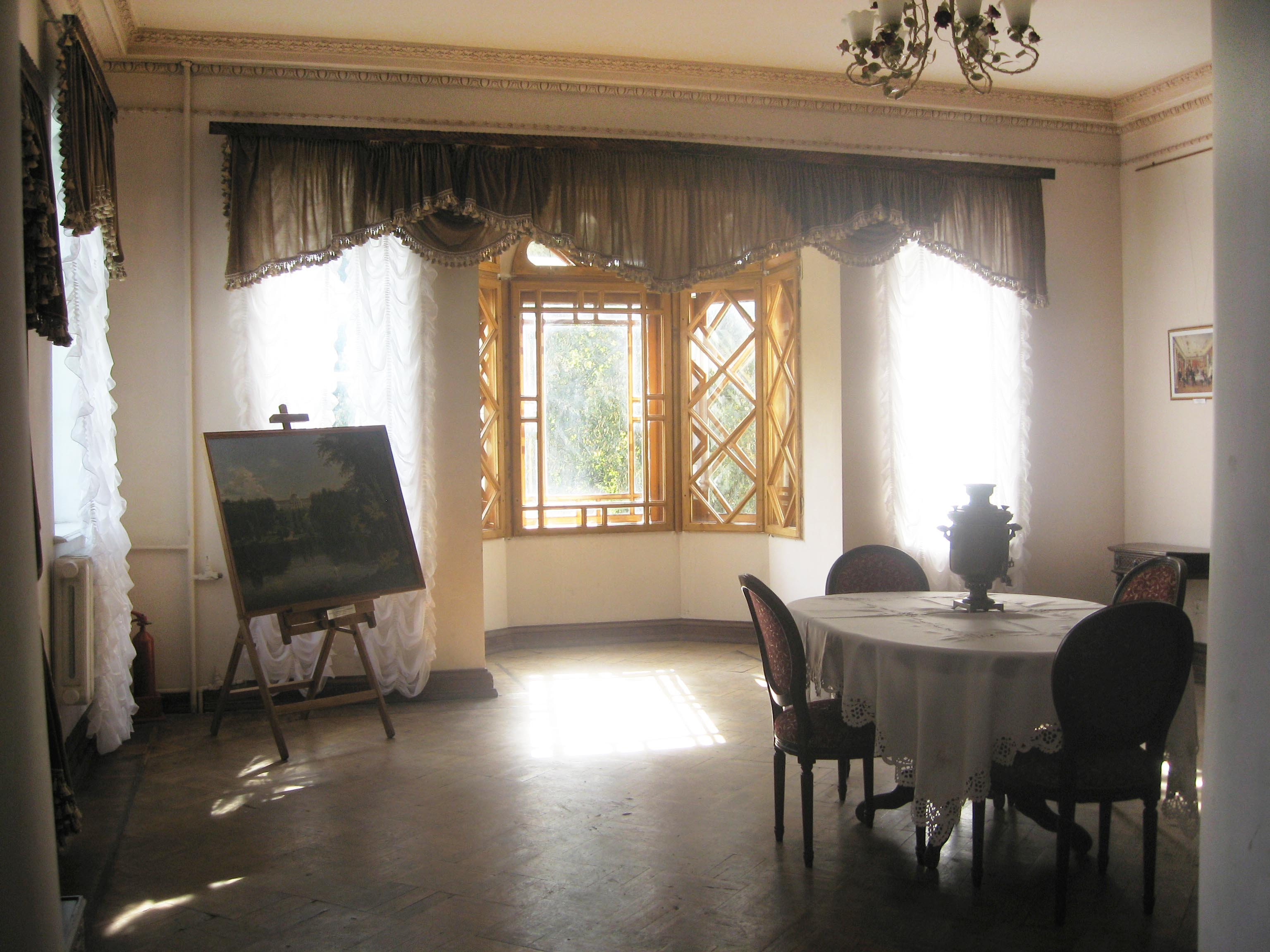
Innenraum des Schlosses